# Romuald
Romuald, seudónimo de Romuald Jean Figuier (Saint-Pol-de-Léon, Finistère, Bretaña, 5 de mayo de 1941), es un cantante, autor y actor francés que participó en diversos certámenes musicales en Europa y América Latina.
Como autor, compuso varias canciones con los letristas franceses Claude Germain, Magali Fallourd —también conocida como Magali Déa— y Achille Zavatta, entre otros. Sin embargo, fue como intérprete que alcanzó reconocimiento en algunos festivales.

## Festivales europeos

### Festival de la Canción de Eurovisión
En un decenio, Romuald participó tres veces en el Festival de la Canción de Eurovisión.
La primera vez, el 21 de marzo de 1964, representó al Principado de Mónaco en el IX Festival, realizado en el Tivolis Koncertsal, Copenhague, Dinamarca, donde obtuvo 15 puntos (5 de Francia, 3 de Bélgica, Yugoslavia y Luxemburgo, y 1 de Suiza) que le permitieron lograr el tercer lugar con la canción «Où sont-elles passées?» (P. Barouh/F. Lai). En esa oportunidad, la canción ganadora fue «Non ho l'età», con Gigliola Cinquetti, representante de Italia.
Cinco años más tarde, el 29 de marzo de 1969, con la canción «Catherine» (A. Pascal, P. Mauriat/A. Borly), representó al Gran Ducado de Luxemburgo en el XIV Festival, efectuado en el Teatro Real, Madrid, España. En esa ocasión recibió 7 puntos (3 de Mónaco, y 1 de los Países Bajos, Alemania, Bélgica y Yugoslavia) que le hicieron obtener el undécimo puesto. Ese año, cuatro canciones ocuparon el primer lugar: «Vivo cantando», interpretada por Salomé, representante de España; «Un jour, un enfant», con Frida Boccara, de Francia; «De troubadour», interpretada por Lenny Kuhr, representante de los Países Bajos; y «Boom Bang-A-Bang», con Lulu, del Reino Unido.
Finalmente, el 6 de abril de 1974, volvió a representar a Mónaco en el XIX Festival, que tuvo lugar en The Dome, Brighton, Reino Unido. Con la canción «Celui qui reste et celui qui s'en va» (M. Jourdan/J-P. Bourtayre), obtuvo 14 puntos (2 de Luxemburgo, España, Alemania y Bélgica, y 1 de Noruega, Israel, Suecia, Irlanda, Suiza y Portugal) que le permitieron lograr el cuarto lugar, compartido con las canciones representantes de Luxemburgo y del Reino Unido. En esa oportunidad, el tema ganador fue «Waterloo», con el cuarteto ABBA, representante de Suecia.

### Festival de la Canción Mediterránea
Romuald tomó parte en el VII Festival de la Canción Mediterránea en Barcelona en septiembre de 1965. En esa ocasión, representó a dos países: a Francia, con «Dis-moi le vent», canción con la que logró el tercer lugar, y a Mónaco, con «Vers quel amour», tema que le permitió acceder al sexto lugar de la competencia. En esa oportunidad, la canción ganadora fue «Min les tipota», cantada por Zoi Kurukli y Niki Camba, representantes de Grecia.

### Festival Internacional de la Canción de Sopot
Representando al Gran Ducado de Luxemburgo, Romuald participó en el VIII Festival Internacional de la Canción de Sopot, Polonia, entre el 22 y el 25 de agosto de 1968, donde alcanzó el tercer puesto de la competencia internacional con el tema «Rien n'a changé». En esa oportunidad, la canción ganadora fue «Po ten kwiat czerwony» ('Buscando una flor roja'), interpretada por Urszula Sipińska, representante del país anfitrión.

## Festivales latinoamericanos

### Festival Internacional da Canção
Representando a Andorra, Romuald tomó parte en el III Festival Internacional da Canção realizado en el Maracãnazinho, Río de Janeiro, Brasil, en 1968. Obtuvo el quinto lugar con la canción «Le bruit des vagues» (S. Lebrail/P. Sevran, Romuald). Al año siguiente, obtuvo el mismo lugar con la canción «Tous les printemps du monde» (S. Lebrail/P. Sevran, Romuald) representando al mismo país.

### Festival Internacional de la Canción de Viña del Mar
Su mejor clasificación en un festival de la canción, sin embargo, no la logró en Europa sino en Sudamérica. Entre el 2 y el 12 de febrero de 1973, participó en el XIV Festival Internacional de la Canción de Viña del Mar, Chile. Allí representó a Francia con la canción «Laisse-moi le temps» (Michel Jourdan y Caravelli), obteniendo a la vez el premio al mejor intérprete del certamen y el segundo lugar de la competencia internacional tras la canción «Los pasajeros», interpretada por el cantautor Julio Zegers, representante del país anfitrión.
Ese mismo año, Paul Anka tomó el tema francés y, junto con Sammy Cahn, escribió una letra en inglés para entregárselo a Frank Sinatra, quien lo hizo mundialmente famoso con el título «Let Me Try Again», y lo incluyó en su álbum Ol' Blue Eyes Is Back (Reprise Records, octubre de 1973),  que se ubicó en las listas del Billboard 200.
En colaboración con M. Jourdan y Caravelli, Romuald compuso posteriormente «Un enfant peut-être», canción defendida por la francesa Anne-Marie Godart, que obtuvo el segundo lugar de la competencia en el XVI Festival Internacional de la Canción de Viña del Mar en febrero de 1975.